# Wesmaelius fassnidgei
Wesmaelius fassnidgei is een insect uit de familie van de bruine gaasvliegen (Hemerobiidae), die tot de orde netvleugeligen (Neuroptera) behoort. 
Wesmaelius fassnidgei is voor het eerst wetenschappelijk beschreven door Killington in 1933.